# (5492) Thoma
(5492) Thoma (3227 T-1) – planetoida z pasa głównego asteroid okrążająca Słońce w ciągu 4,64 lat w średniej odległości 2,78 j.a. Odkryta 26 marca 1971 roku.